# Reblochon
El reblochon és un formatge francès del país de Savoia i està beneficiat per una AOC des de l'any 1958. El reblochon va néixer al massís d'Aravis a la vall de Thônes i de Val d'Arly.
El seu nom ve del terme reblocher que significava al segle xvi "agafar el braguer de la vaca una segona vegada". La tradició diu que els agricultors del massís feien una primera munyida per al propietari de les vaques (en general les abadies) i una segona, una vegada caiguda la nit, pel seu propi compte. Els camperols evitaven així pagar un impost massa pesat, basat en la quantitat de llet produïda.
És un formatge en base de llet de vaca de raça Abondance, Tarine i Montbéliarde. És un formatge de pasta premuda no cuita i amb crosta rentada, d'un pes mitjà de 450 a 500 grams. La seva crosta és groga, recoberta d'una fina «escuma blanca» testimoniant un bon afinament en celler fresc.
El seu període de degustació òptima s'estén de juny a octubre després d'un afinament de sis a vuit setmanes, però també és excel·lent la resta de mesos. El reblochon té un gust d'avellana que es queda a la boca després d'haver degustat la seva pasta flexible i untuosa. És igualment utilitzat per a la tartiflette.
S'ha de treure de la nevera dues hores abans de gaudir-ne. Se serveix en general una mica més fresc que la temperatura ambient i idealment al voltant de 16 °C.